# هيكلية تقسيم العمل

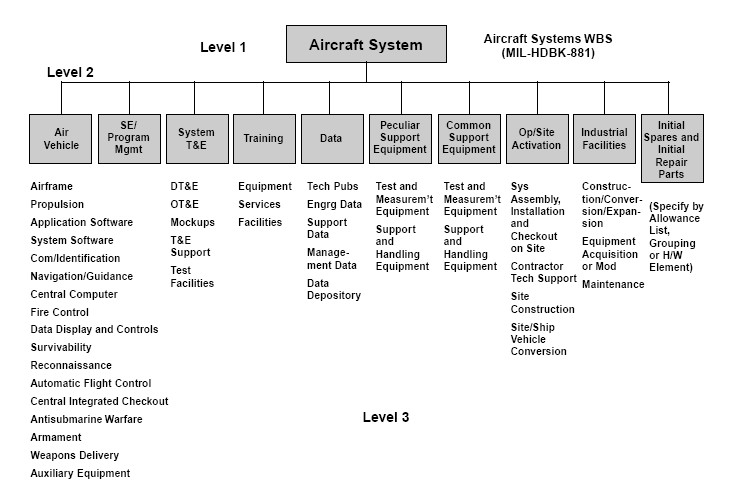
مثال لهيكل تقسيم عمل طائرة، والتي توضح الثلاثة مستويات الأولى.

في إدارة المشاريع، هيكلية تقسيم العمل لمشروع ما هي جدولة جميع النشاطات الفردية التي تكون المشروع، فترات هذه النشاطات وعلاقاتها السابقة واللاحقة. يجب أن تكون النشاطات بأقل كلفة وأقل طريقة عرضة للمشاكل والظروف الطارئة ليتم استخدامها في المشروع. وعليه فإن كان الجدول الناتج من هيكلية تقسيم العمل الأولية قابلاً للتنفيذ فإنه سيكون أمثل جدول عملي. في حال لم يكن الجدول قابلاً للتنفيذ بسبب ظروف الوقت أو الموارد المتاحة، فإن المدير يضطر لتعديل الجدول للوصول إلى قابلية التنفيذ بأقل كلفة ممكنة.
وقد يكون عنصر هيكلية تقسيم العمل عبارة عن منتج أو بيانات أو خدمة أو أي توليفة منها. كما يوفر نظام هيكلية تقسيم العمل الإطار اللازم لتقدير التكاليف ومراقبتها بشكل مفصل إلى جانب توفير إرشادات لتطوير ومراقبة الجدول الزمني

## نظرة عامة

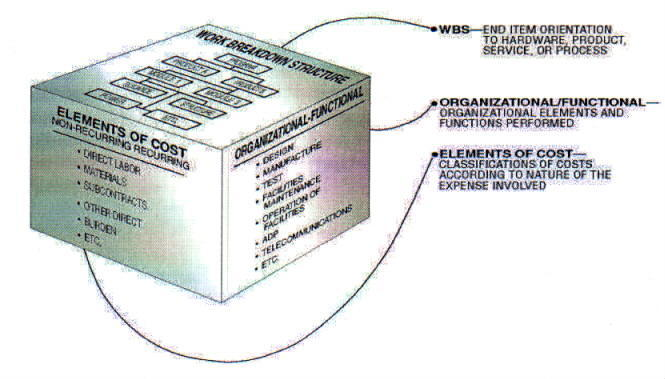
هيكل تقسيم العمل العقدي

يعتبر هيكلية تقسيم العمل تحليلاً هرميًا وتدرجيًا للمشروع يشمل مراحل العمل والتسليمات وحزم العمل، يبين تقسيمًا للجهد المطلوب لتحقيق هدف؛ على سبيل المثال، برنامج أومشروع أوعقد. في مشروع أو عقد، يتم تطوير هيكلية تقسيم العمل عن طريق البدء بالهدف النهائي وتقسيمه إلى مكونات قابلة للإدارة من حيث الحجم والمدة والمسؤولية (مثل الأنظمة والأنظمة الفرعية والمكونات والمهام والمهام الفرعية وحزم العمل) التي تشمل جميع الخطوات اللازمة لتحقيق الهدف
يوفر هيكلية تقسيم العمل إطارًا مشتركًا لتطور التخطيط الشامل للعقد والتحكم فيه، وهو الأساس لتقسيم العمل إلى زيادات قابلة للتحديد يمكن من خلالها تطوير بيان العمل والتقنية المستخدمة والجدول الزمني والتكلفة والتي على ضوئها يمكن إنشاء تقارير ساعة العمل.
تسمح بنية تقسيم العمل بتلخيص التكاليف الثانوية للمهام والمواد وما إلى ذلك، إلى المهام «الأم» ذات المستوى الأعلى، والمواد، وما إلى ذلك. بالنسبة لكل عنصر من عناصر بنية تقسيم العمل، يتم إنشاء وصف للمهمة المراد تنفيذها. يتم استخدام هذه التقنية لتحديد النطاق الكلي للمشروع وتنظيمه.
يتم تنظيم هيكلية تقسيم العمل بناء على المنتجات الأساسية للمشروع (أو النتائج المخطط لها) بدلاً من العمل اللازم لإنتاج المنتجات (الإجراءات المخطط لها). وبما أن النتائج المخطط لها هي الغايات المرجوة للمشروع، فإنها تشكل مجموعة ثابتة نسبياً من الفئات التي يمكن فيها جمع تكاليف الإجراءات المخططة اللازمة لتحقيقها. تسهل هيكلية تقسيم العمل المصمم بشكل جيد تعيين كل نشاط مشروع إلى عنصر طرف واحد فقط في هيكلية تقسيم العمل. بالإضافة إلى وظيفتها في محاسبة التكاليف، فإن هيكلية تقسيم العمل تساعد أيضًا في تخطيط المتطلبات من مستوى واحد من مواصفات النظام إلى آخر، على سبيل المثال متطلبات المتطلبات الوظيفية للمصفوفات المرجعية المرجعية لمستندات التصميم بمستويات عالية أو منخفضة المستوى. وقد يتم عرض هيكلية تقسيم العمل أفقيًا في شكل مخطط تفصيلي أو رأسيًا كهيكل شجرة (مثل التخطيط الهيكلي).
عادة ما يتم تطوير هيكلية تقسيم العمل في بداية المشروع ويسبق التخطيط التفصيلي للمهام.

## تأريخه
تم تطوير مفهوم هيكل تقسيم العمل مع تقديم أسلوب تقييم ومراجعة المشروع (PERT) Program Evaluation and Review Technique الذي صممته وزارة الدفاع الأمريكية. تم إدخال PERT من قبل البحرية الأمريكية في عام 1957 لدعم تطوير برنامجها الصاروخي بولاريس. على الرغم من عدم استخدام مصطلح «هيكل تحليل العمل»، إلا أن هذا التطبيق الأول لـ PERT لم ينظم المهام في فئات موجهة نحو المنتج. بحلول يونيو 1962، نشرت وزارة الدفاع ووكالة ناسا وصناعة الطيران وثيقة من أجل نظام PERT / COST الذي وصف نهج هيكلية تقسيم العمل  تم اعتماد هذا الدليل من قبل وزير الدفاع لاعتماده من قبل جميع الخدمات. في عام 1968، أصدرت وزارة الدفاع الأمريكية «هياكل تفصيل العمل للعناصر الدفاعية العسكرية» (MIL-STD-881)، وهو معيار عسكري يتطلب استخدام هياكل تفصيل العمل في وزارة الدفاع
تم تنقيح الوثيقة عدة مرات، كانت أحدثها في عام 2011. يمكن العثور على النسخة الحالية من هذا المستند في «هياكل العمل التفصيلية لعناصر الدفاع العسكرية» (MIL-STD-881C). والذي يتضمن تعريفات هيكلية تقسيم العمل لأنظمة معدات دفاعية محددة، ويتناول عناصر هيكلية تقسيم العمل المشتركة بين جميع الأنظمة.
فئات المواد الدفاعية من MIL-STD-881C هي:
- هيكلية تقسيم العمل لأنظمة الطائرات
- هيكلية تقسيم العمل للأنظمة الإلكترونية
- هيكلية تقسيم العمل للنظام الصاروخي
- هيكلية تقسيم العمل لنظم الحراسة
- هيكلية تقسيم العمل لنظم البحر
- هيكلية تقسيم العمل لأنظمة الفضاء
- هيكلية تقسيم العمل لأنظمة المركبات السطحية
- هيكلية تقسيم العمل لأنظمة الطائرات بدون طيار
- هيكلية تقسيم العمل لإطلاق أنظمة المركبات
- هيكلية تقسيم العمل لنظم المعلومات الآلية

في عام 1987، قام معهد إدارة المشاريع (PMI) بتوثيق توسيع هذه التقنيات عبر المنظمات غير الدفاعية. يقدم الدليل المعرفي لإدارة المشاريع (PMBOK) نظرة عامة على مفهوم هيكلية تقسيم العمل، في حين أن «معيار الممارسة لهياكل تفصيل العمل» يمكن مقارنته بمعيار وزارة الدفاع، ولكن الغرض منه هو تطبيق أكثر عمومية.

## طرق تطوير هيكلية تقسيم العمل
قاعدة ال 100%
مبدأ مهم لتصميم هياكل العمل يسمى قاعدة 100 ٪. تم تعريفه على النحو التالي:
تنص القاعدة 100٪ على أن هيكلية تقسيم العمل تتضمن 100٪ من العمل المحدد بنطاق المشروع ويلتقط جميع التسليمات - الداخلية والخارجية والمؤقتة - من حيث العمل المراد إكماله، بما في ذلك إدارة المشروع. قاعدة 100 ٪ هي واحدة من أهم المبادئ التوجيهية لتطوير، وتحليل وتقييم هيكلية تقسيم العمل. تنطبق القاعدة على جميع المستويات داخل التسلسل الهرمي: يجب أن يكون مجموع العمل على مستوى «الفرع» مساوياً لـ 100٪ من العمل الذي يمثله «الأصل» ويجب ألا يتضمن هيكلية تقسيم العمل أي عمل يقع خارج النطاق الفعلي للمشروع. من المهم تذكر أن قاعدة 100٪ تنطبق أيضًا على مستوى النشاط حيث يجب أن يضيف العمل الذي تمثله الأنشطة في كل حزمة عمل ما يصل إلى 100٪ من العمل الضروري لإكمال حزمة العمل.

العناصر الحصرية المتبادلة
بالإضافة إلى قاعدة 100٪، من المهم عدم وجود تداخل في تعريف النطاق بين عناصر مختلفة من بنية تقسيم العمل. يمكن أن يؤدي هذا الغموض إلى ازدواجية العمل أو سوء التواصل حول المسؤولية والسلطة. مثل هذا التداخل يمكن أن يسبب الارتباك فيما يتعلق بحساب تكاليف المشروع. إذا كانت أسماء عناصر هيكلية تقسيم العمل ملتبسة، يمكن أن يساعد قاموس هيكلية تقسيم العمل في توضيح التمييز بين عناصر هيكلية تقسيم العمل. يصف قاموس هيكلية تقسيم العمل كل مكون من مكونات هيكلية تقسيم العمل من مراحل، ونواتج، وأنشطة، ونطاق، وأحيانًا تواريخ، وموارد، وتكاليف، وجودة.
خطة نتائج، وليس إجراءات
إذا حاول مصمم بنية تصنيف العمل التقاط أي تفاصيل ذات منحى عملي في هيكلية تقسيم العمل، فمن المحتمل أن يضمن المصمم عددًا من الإجراءات.إن أفضل طريقة للالتزام بقاعدة الـ 100٪ هي تحديد عناصر هيكلية تقسيم العمل من حيث النتائج، وليس الإجراءات. وهذا يضمن أيضًا عدم إفراط هيكلية تقسيم العمل في التوجيه للطرق، مما يسمح بقدر أكبر من الإبداع والتفكير الإبداعي من جانب المشاركين في المشروع.بالنسبة لمشروعات تطوير المنتجات الجديدة، فإن التقنية الأكثر شيوعًا لضمان هيكلية تقسيم العمل الموجهة نحو تحقيق نتائج هي استخدام هيكل تفصيل المنتج. عندما يقدم أحد المشاريع خدمات مهنية، تتمثل إحدى التقنيات الشائعة في التقاط جميع التسليمات المخططة لإنشاء نظام هيكلية تقسيم العمل قابل للتوجيه. . يجب أن تضمن هياكل تفصيل العمل التي يعمل التقسيم الفرعي وفقًا لها في مراحل المشروع (على سبيل المثال مرحلة التصميم الأولي، مرحلة التصميم الحرجة) أن تكون المراحل منفصلة بشكل واضح عن طريق منتج يمكن استخدامه أيضًا في تحديد معايير الدخول والخروج (على سبيل المثال مراجعة مبدئية أو تقييم تصميم معتمد).
مستوى التفاصيل
يجب تحديد متى يتوقف تقسيم العمل إلى عناصر أصغر من البداية لإن ذلك سيساعد ذلك في تحديد مدة الأنشطة اللازمة لإنتاج نواتج يحددها هيكلية تقسيم العمل. هناك العديد من الاستدلال أو المقاييس المستخدمة عند تحديد المدة المناسبة لنشاط أو مجموعة من الأنشطة اللازمة لإنتاج ناتج محدد يحدده هيكلية تقسيم العمل.
الأول هو «قاعدة 80 ساعة» ويعني أنه لا يوجد نشاط واحد أو مجموعة من الأنشطة على أدنى مستوى من تفاصيل هيكلية تقسيم العمل لإنتاج منتج واحد يجب أن يكون أكثر من 80 ساعة من الجهد.
القاعدة الثانية هي أنه لا ينبغي أن يكون أي نشاط أو مجموعة من الأنشطة عند أدنى مستوى من تفاصيل هيكلية تقسيم العمل أطول من فترة واحدة للإبلاغ. وبالتالي، إذا أبلغ فريق المشروع عن التقدم شهريًا، فلن يكون هناك نشاط واحد أو سلسلة من الأنشطة أطول من شهر واحد.
آخر قاعدة هي قاعدة «إذا كانت منطقية». وبتطبيق هذه القاعدة، يمكن تطبيق «المنطق السليم» عند إنشاء مدة نشاط واحد أو مجموعة من الأنشطة اللازمة لإنتاج منتج محدد بواسطة هيكلية تقسيم العمل.
تعتبر حزمة العمل على مستوى النشاط تكيفا أو مهمة عندما:
يمكن تقديرها بواقعية وثقة؛
لا معنى له من الناحية العملية لو تم تجزئتها أكثر؛
يمكن أن تكتمل وفقًا لأحد الأساليب التجريبية المحددة أعلاه؛
تنتج منتج قابل للقياس؛ و
تشكل حزمة فريدة من العمل التي يمكن انجازها بالاستعانة بمصادر خارجية أو التعاقد.
مخطط الترميز
من الشائع أن يتم ترقيم عناصر هيكلية تقسيم العمل بالتسلسل لإظهار الهيكل الهرمي. الغرض من الترقيم هو توفير نهج متسق لتحديد وإدارة هيكلية تقسيم العمل عبر الأنظمة المشابهة بغض النظر عن البائع أو الخدمة. على سبيل المثال، يحدد 1.1.2 الدفع (في المثال أدناه) هذا العنصر كعنصر هيكلية تقسيم العمل من المستوى 3، نظرًا لوجود ثلاثة أرقام مفصولة بنقطة عشرية. كما يساعد نظام الترميز عناصر هيكلية تقسيم العمل في التعرف عليها في أي سياق مكتوب ويسمح بالتخطيط إلى قاموس هيكلية تقسيم العمل
مثال عملي على نظام ترميز هيكلية تقسيم العمل هو 
1.0 نظام الطائرات
1.1 مركبة جوية
1.1.1 هيكل الطائرة
1.1.1.1 تكامل هيكل الطيران، والتجميع، والاختبار والتحقق
1.1.1.2 جسم الطائرة
1.1.1.3 الجناح
1.1.1.4 مجموعة الذيل
1.1.1.5 هيكل المحرك
1.1.1.6 مكونات الأطر الجوية الأخرى 1..n (حدد)
1.1.2 الدفع
1.1.3 أنظمة المركبات الفرعية
1.1.4 إلكترونيات الطيران
1.2 هندسة النظام
1.3 إدارة البرنامج
1.4 اختبار النظام وتقييمه
1.5 التدريب
1.6 البيانات
1.7 معدات دعم خاصة
1.8 معدات الدعم المشتركة
1.9 التشغيل / تفعيل الموقع
1.10 المنشآت الصناعية
1.11 قطع الغيار الأولية وقطع الغيار
العنصر النهائي
أدنى عنصر في البنية الهرمية، هو العنصر النهائي هو العنصر الذي لا يمكن تقسيمه أكثر. في هيكل تصنيف العمل هذه العناصر (النشاط أو الناتج)، والمعروفة أيضًا باسم حزم العمل، هي العناصر التي يتم تقديرها من حيث متطلبات الموارد والميزانية والمدة؛ مرتبطة عن طريق التبعيات؛ والمقرر. عند نقطة انعطاف عنصر هيكلية تقسيم العمل والوحدة التنظيمية، يتم إنشاء حسابات التحكم وحزم العمل وتخطيط الأداء وقياسه وتسجيله والتحكم فيه. يمكن التعبير عن هيكلية تقسيم العمل إلى أي مستوى من الأهمية. ثلاثة مستويات هي الحد الأدنى الموصى به، مع مستويات إضافية فقط للبنود ذات التكلفة العالية أو المخاطرة العالية،  ومستويين من التفاصيل في حالات مثل هندسة الأنظمة أو إدارة البرامج،  مع أمثلة قياسية توضح هيكلية تقسيم العمل مع عمق متفاوت مثل تطوير البرمجيات في نقاط الذهاب إلى 5 مستويات  أو نظام مكافحة الحريق إلى 7 مستويات.
الالتزام بالمعايير
يجب أن تكون بنية هيكلية تقسيم العمل الأعلى متسقة مع أي معايير أو قواعد نموذجية موجودة داخل المنظمة أو المجال. على سبيل المثال، في بناء السفن في البحرية الأمريكية يجب أن يلتزم بالشروط البحرية وبنية هيكلها الهرمي بحسب وثيقة MIL-STD  المدمجة في العمارة البحرية وأن المكاتب والإجراءات المطابقة للبحرية قد تم تصميمها لتتناسب مع بنية البنية البحرية هذه. لذلك فإن أي تغيير هام في ترقيم أو تسمية عنصر هيكلية تقسيم العمل في التسلسل الهرمي سيكون غير مقبول.

## مفاهيم خاطئة
- إن هيكلية تقسيم العمل ليست قائمة عمل شاملة. بل هي تصنيف شامل لنطاق المشروع.
- إن هيكلية تقسيم العمل ليست خطة مشروع أو جدولاً زمنيًا أو قائمة زمنية. تحدد ما سيتم القيام به، وليست إجابة لكيف أو متى.
- إن هيكلية تقسيم العمل ليست تسلسلاً تنظيمياً، على الرغم من أنه يمكن استخدامها عند تعيين المسؤوليات.
- هيكلية تقسيم العمل ليس هيكل مفصل للنتائج حيث لا تتعلق المشاريع بالعمل (أو الجهد)، بل بالنتائج من حيث النتائج أو القدرات التي يجب أن يوفرها المشروع. تخطيط المشروع هو عملية عكسية. أولا، عليك تحديد التسليمات، ومن ثم العمل المطلوب لإنشائها. لذلك، فإن إنشاء بنية توزيع قابلة للتوصيل، أو بنية تقسيم الأعطال هي الخطوة الأولى. بمجرد تحديد المخرجات، فإن الخطوة التالية هي تحديد الأنشطة الضرورية لإنشاء هذه المتسلمات. مطلوب التدقيق المتداخل لضمان وجود نشاط واحد على الأقل يقوم بإنشائه. بدء التخطيط للمشروع باستخدام هيكل تصنيف العمل هو مفهوم خاطئ شائع يتسبب في تجاوز الوقت والميزانية.[22]

## اقرأ أيضا
- تقسيم العمل
- طريقة المسار الحرج
- نهج الإطار المنطقي